# Tarjeta gasolina
Una tarjeta gasolina, tarjeta de carburante  o tarjeta de flota,  es un medio de pago emitido por las redes de gasolineras, que proporciona a las empresas un medio de gestión de flotas. Permite a las empresas controlar automáticamente el consumo de combustible de su flota de vehículos. También puede tener criterios de uso restrictivos en cuanto a zona geográfica, cantidades, tipos de combustible o días para evitar abusos. Las tarjetas de combustible pueden asociarse a un usuario concreto oa un vehículo concreto.

## Historia
Implementadas por primera vez por compañías petroleras, como Total en Francia, estas tarjetas también han sido publicadas desde hace varios años por grandes distribuidores, como Intermarché que ofrece una tarjeta aceptada en más de 1400 stations en Francia, después de esto CI va a crear y desarrollar significativamente su gas. redes de estaciones. Una tendencia en este mercado es la creación de tarjetas de combustible comunes en varias redes de estaciones de servicio como la tarjeta Esso, Avia y Shell y la tarjeta común en Avia y BP  o la tarjeta Ticket Fleet Pro, comercializada por Edenred, el inventor. del Ticket Restaurant. Esta tarjeta se acepta a más de 2 300 estaciones de Francia, incluidas las estaciones de venta al por menor.

## Descripción
Las tarjetas de combustible comerciales están diseñadas teniendo en cuenta las flotas y buscan evitar tanto el porcentaje de cargos de las compañías de tarjetas de crédito como el riesgo de robo que las tarjetas de crédito minoristas exponen a un negocio debido a su enfoque en la comodidad por encima de la seguridad financiera.
La tarjeta de combustible se puede percibir como una tarjeta de fidelización, sin embargo tiene una doble vertiente: controlar la flota, y ofrecer un descuento según el consumo total. La tarjeta de combustible también es una importante herramienta de gestión para las empresas de alquiler de vehículos.